# 이안기
이안기(李安期, ? ~ 670년대)는 당나라 초기 ~ 전기의 관료로, 정주 안평현 사람이다. 《북제서》를 완성시킨 역사가 이백약의 아들로, 당 고종 연간에 잠시 재상을 지냈다.

## 생애

### 배경
이안기는 어린 나이에 매우 똑똑하고 7살이면 학자가 될 수 있다. 수나라 말기에 그의 아버지 백약은 귀주(貴州)로 강등되었다. 그가 태호에 갔을 때 백약을 죽이려는 도적들을 만났다. 이안기는 무릎을 꿇고 울며 교체해달라고 간청했다. 당나라 정관 초기에 그는 복희랑으로 옮겨졌다. 《진서》의 초판을 완성한 후, 주인과 손님 외랑을 역임하는 것 외에도 종묘의 의사, 중서신, 황문부신, 사오창보를 역임했다. 그리고 국무장관이다. 전봉 2년(667년)에 동태부장관, 동동태3품에 임명되었고, 같은 해에 형주감소장에 임명되었다.

## 참고
- 《舊唐書·本紀第五·高宗下》（乾封）二年......夏六月乙卯，西台侍郎楊武，西台侍郎、道國公、檢校太子左中護戴至德，正諫議大夫、檢校東台侍郎、安平郡公李安期，東台侍郎張文瓘，並同東西台三品。秋八月己丑朔，日有蝕之。丙辰，東台侍郎李安期出為荊州大都督府長史。